# Pachyplectron
Pachyplectron – rodzaj roślin z rodziny storczykowatych (Orchidaceae). Obejmuje trzy gatunki endemiczne z Nowej Kaledonii.

## Systematyka
Rodzaj sklasyfikowany do podplemienia Goodyerinae w plemieniu Cranichideae, podrodzina storczykowe (Orchidoideae), rodzina storczykowate (Orchidaceae), rząd szparagowce (Asparagales) w obrębie roślin jednoliściennych.
Wykaz gatunków
- Pachyplectron aphyllum T.Hashim.
- Pachyplectron arifolium Schltr.
- Pachyplectron neocaledonicum Schltr.